# Бучинський Мирослав Ількович
Мирослав Ількович Бучинський (псевдо.: «Бусько», «Сурмач»; 1924, Заріччя, тепер у складі м. Золочів, Львівська область — 10 травня 1951, Вороняки, Золочівський район, Львівська область) — український військовик, лицар Бронзового хреста бойової заслуги УПА.

## Життєпис
Член ОУН з 1942 р. У лавах збройного підпілля ОУН з 1944 р. Інформатор СБ при кущовому проводі ОУН (?-1947), референт СБ (1947-06.1949), а відтак керівник (06.1949-05.1951) Золочівського районного проводу ОУН. 
Загинув, наскочивши на засідку оперативної групи МДБ. 

## Нагороди
Відзначений Бронзовим хрестом бойової заслуги (5.08.1952).